# Darcie Dolce
Darcie Dolce (Sacramento, California; 10 de diciembre de 1992) es una actriz pornográfica, directora, DJ y modelo erótica estadounidense.

## Biografía
Dolce nació en la capital californiana en diciembre de 1992, en el seno de una familia de ascendencia italiana, alemana y armenia, y se crio en la ciudad de Folsom, muy cerca de su lugar de nacimiento.
Debutó en la industria pornográfica en junio de 2015, habiendo trabajado para productoras como Mile High, Penthouse, Girlfriends Films, Reality Kings, Pure Play Media, Girlsway, Digital Playground, Mofos, Brazzers, Filly Films o Elegant Angel.
Además de su faceta como actriz, también ha actuado como directora y DJ.
En 2016 inició su andadura tras las cámaras de la mano de la productora Filly Films, para la que rodó como directora y actriz las películas Darcie Dolce The Lesbian Landlord, Manipulative Massage y Milf Money.
Precisamente, por Darcie Dolce The Lesbian Landlord, Dolce fue nominada en los Premios AVN y XBIZ en las categorías de Mejor escena de sexo lésbico.
También en 2016 fue elegida Pet of the Month de la revista Penthouse en el mes de febrero. En diciembre fue designada Twistys Treats del mes del portal Twistys.
En enero de 2018 se alzó en los Premios XBIZ con el galardón a la Artista lésbica del año.
Ha rodado más de 430 películas como actriz.
Alguno de sus trabajos destacados son Almost Caught, Best Friends 5, Confessions Of A Sinful Nun, Good Girls Gone Bad, Horny Lesbian Sisters 3, Neighborhood Bush Watch, Prized Pussy, Sex and Confidence o Wet Lips 2.

## Premios y nominaciones
| Año  | Ceremonia    | Resultado | Premio                                   | Trabajo                             |
| ---- | ------------ | --------- | ---------------------------------------- | ----------------------------------- |
| 2017 | Premios AVN  | Nominada  | Artista lésbica del año                  | —                                   |
| 2017 | Premios AVN  | Nominada  | Mejor escena de sexo lésbico             | Darcie Dolce The Lesbian Landlord   |
| 2017 | Premios AVN  | Nominada  | Mejor escena de sexo lésbico en grupo    | Darcie Dolce The Lesbian Landlord   |
| 2017 | Premios AVN  | Nominada  | Mejor dirección en película lésbica      | Darcie Dolce The Lesbian Landlord   |
| 2017 | Premios AVN  | Nominada  | Premio fan: Mejores pechos               | —                                   |
| 2017 | Premios XBIZ | Nominada  | Mejor escena de sexo en película lésbica | Darcie Dolce The Lesbian Landlord   |
| 2017 | Premios XBIZ | Nominada  | Artista lésbica del año                  | —                                   |
| 2017 | Premios XRCO | Nominada  | Mejor artista lésbica                    | —                                   |
| 2018 | Premios AVN  | Nominada  | Artista lésbica del año                  | —                                   |
| 2018 | Premios AVN  | Nominada  | Mejor escena de sexo lésbico             | Lesbian Performers of the Year 2017 |
| 2018 | Premios AVN  | Nominada  | Mejor escena de sexo lésbico en grupo    | The Faces of Alice                  |
| 2018 | Premios AVN  | Nominada  | Premio fan: Pechos más espectaculares    | —                                   |
| 2018 | Premios XRCO | Nominada  | Mejor artista lésbica                    | —                                   |
| 2018 | Premios XBIZ | Ganadora  | Artista lésbica del año                  | —                                   |
| 2018 | Premios XBIZ | Nominada  | Mejor escena de sexo en película lésbica | She's Our Girlfriend Now            |
| 2019 | Premios AVN  | Nominada  | Artista lésbica del año                  | —                                   |
| 2019 | Premios AVN  | Nominada  | Premio fan: Mejores pechos               | —                                   |
| 2019 | Premios XBIZ | Nominada  | Artista lésbica del año                  | —                                   |
| 2020 | Premios AVN  | Nominada  | Artista lésbica del año                  | —                                   |
| 2020 | Premios XBIZ | Nominada  | Artista lésbica del año                  | —                                   |
| 2021 | Premios AVN  | Nominada  | Artista lésbica del año                  | —                                   |
| 2021 | Premios XBIZ | Nominada  | Artista lésbica del año                  | —                                   |